# Јуинта (Јута)
Јуинта (енгл. Uintah) град је у америчкој савезној држави Јута.

## Демографија
По попису из 2010. године број становника је 1.322, што је 195 (17,3%) становника више него 2000. године.
| Група             | 2000.         | 2010.         |
| Белци             | 1.097 (97,3%) | 1.255 (94,9%) |
| Афроамериканци    | 7 (0,6%)      | 3 (0,2%)      |
| Азијати           | 3 (0,3%)      | 10 (0,8%)     |
| Хиспаноамериканци | 14 (1,2%)     | 40 (3,0%)     |
| Укупно            | 1.127         | 1.322         |